# Rannée
Rannée (bret. Radenez) – miejscowość i gmina we Francji, w regionie Bretania, w departamencie Ille-et-Vilaine.
Według danych na rok 1990 gminę zamieszkiwało 1109 osób, a gęstość zaludnienia wynosiła 21 osób/km² (wśród 1269 gmin Bretanii Rannée plasuje się na 538. miejscu pod względem liczby ludności, natomiast pod względem powierzchni na miejscu 63.).